# Мировая лига (волейбол)
Мировая лига (англ. FIVB World League) — коммерческий турнир мужских национальных волейбольных сборных, проводившийся в 1990—2017 годах.

## История
Первые матчи Мировой лиги состоялись 27 апреля 1990 года — в этот день в Москве на Малой спортивной арене Лужников встретились сборные СССР и Нидерландов, а в Белу-Оризонти играли Бразилия и Италия. В первом розыгрыше приняли участие 8 команд, было сыграно в общей сложности 52 матча, которые посетили 270 000 зрителей.
К 2006 году количество участников увеличилось вдвое, а призовой фонд вырос с 1 до 20 млн долларов. При этом отмечается, что реальная сумма призовых значительно меньше официально заявленной. Например, чуть больше $2 млн против $15 млн в 2004 году; менее $6 млн против $18,5 млн в 2011 году. Помимо командных призов организаторами Мировой лиги были введены индивидуальные денежные призы для лучших игроков, чего прежде в официальных соревнованиях под эгидой Международной федерации волейбола (FIVB) не практиковалось.
Участниками всех турниров Мировой лиги являлись только две сборные — Бразилия и Италия. Итальянцы, доминировавшие в 1990-е годы, становились победителями трёх первых турниров Мировой лиги, а всего одержали 8 побед. В 2010 году самой титулованной командой Лиги стала сборная Бразилии, завоевавшая золото в девятый раз. Южноамериканцам принадлежат и другие уникальные достижения: в период с 2003 по 2007 год они выиграли 5 турниров подряд, а на турнире 2004 года не потерпели ни одного поражения. Три победы на счету сборной России, во всех случаях в финалах бравшей верх над бразильцами. По две победы одержали команды США и Франции, по одной победе у сборных Кубы, Нидерландов, Польши и Сербии. Три раза победители Мировой лиги в том же сезоне становились олимпийскими чемпионами — это удавалось голландцам в 1996 году, бразильцам в 2004 году и американцам в 2008 году. Сборная Нидерландов образца 1996 года является последней командой, побеждавшей в финале Мировой лиги на домашней арене.
С 2018 года Мировая лига и её аналог для женских сборных — Гран-при — заменены в международном календаре на Волейбольную Лигу наций.

## Система соревнования
Мировая лига, как правило, стартовала в мае и являлась первым официальным турниром в сезоне национальных сборных. Турнир состоял из предварительного (интерконтинентального) и финального раундов. К участию в Мировой лиге сборные допускались на определённых финансовых условиях и при обеспечении телевизионных трансляций домашних матчей.
В большинстве турниров Мировой лиги на предварительном этапе применялась система спаренных матчей с разъездами: каждая команда проводила по 4 игры с каждым из соперников по группе — два матча дома (за один уик-энд) и два матча в гостях. Многочасовые перелёты и длительное нахождение сборных вне родной страны было обычным для Мировой лиги явлением. Например, в 1999 году сборная России преодолела менее чем за месяц расстояние в 30 тысяч километров, отправившись из Москвы в Италию, оттуда в Австралию, а затем в Аргентину, где проходил финальный турнир.
В финальных раундах Мировой лиги в разные годы участвовали от четырёх до восьми команд. Организатор финального раунда определяется до начала соревнований и участвует в нём независимо от результатов интерконтинентального раунда.
С 2009 года применялась «итальянская» система подсчёта очков (3 очка за победы со счётом 3:0 и 3:1, 2 очка за победу 3:2, 1 очко за поражение 2:3, 0 очков за поражения 0:3 и 1:3). Также в 2009 году впервые был проведён отборочный турнир с участием 6 команд: двух худших сборных Мировой лиги-2009 и четырёх претендентов.
В 2013 году в турнире Мировой лиги впервые приняли участие 18 сборных, разделённые на интерконтинентальном раунде на три группы по 6 команд, причём в группах A и B были собраны сильнейшие команды согласно рейтингу Международной федерации волейбола. В каждой из групп три лучшие по рейтингу команды провели со своими соперниками три спаренных домашних матча и два выездных. В «Финал шести» вышли его организатор, по две команды из групп A и B и одна команда из группы C. В том же 2013 году на матчах Мировой лиги впервые использовалась система видеопросмотров.
Состав участников Мировой лиги-2014 расширен до 28 команд. На интерконтинентальном раунде они были разделены на 7 групп. В «Финал шести» вышли его организатор, по две команды из групп A и B (первого дивизиона, включающего в себя 8 ведущих сборных мира) и победитель «Финала четырёх» с участием сильнейших коллективов из квартетов C, D, E (второго дивизиона). Сборные из групп F и G (третий дивизион) сыграли по туровой системе и провели «Финал четырёх». Победитель второго дивизиона получил возможность заменить на следующей сезон слабейшую команду в первом дивизионе, аналогичный обмен был предусмотрен для участников второго и третьего дивизионов.
В 2015 году в Мировой лиге выступили 32 команды — 8 в первом дивизионе и по 12 во втором и третьем. С 2016 года состав участников увеличен до 36 команд (по 12 в каждом из дивизионов), а формула проведения интерконтинентальных раундов стала аналогичной той, что применялась в розыгрышах женского Гран-при.

## Финалы

### Результаты
| Год  | Город                 | Победитель | Результат финала | Финалист            | 3-е место           | Результат матча за 3-е место | 4-е место  |
| ---- | --------------------- | ---------- | ---------------- | ------------------- | ------------------- | ---------------------------- | ---------- |
| 1990 | Осака                 | Италия     | 3:0              | Нидерланды          | Бразилия            | 3:1                          | СССР       |
| 1991 | Милан                 | Италия     | 3:0              | Куба                | СССР                | 3:1                          | Нидерланды |
| 1992 | Генуя                 | Италия     | 3:1              | Куба                | США                 | 3:1                          | Нидерланды |
| 1993 | Сан-Паулу             | Бразилия   | 3:0              | Россия              | Италия              | 3:0                          | Нидерланды |
| 1994 | Милан                 | Италия     | 3:0              | Куба                | Бразилия            | 3:2                          | Болгария   |
| 1995 | Рио-де-Жанейро        | Италия     | 3:1              | Бразилия            | Куба                | 3:2                          | Россия     |
| 1996 | Роттердам             | Нидерланды | 3:2              | Италия              | Россия              | 3:2                          | Куба       |
| 1997 | Москва                | Италия     | 3:0              | Куба                | Россия              | 3:0                          | Нидерланды |
| 1998 | Милан                 | Куба       | —*               | Россия              | Нидерланды          | —*                           | Италия     |
| 1999 | Мар-дель-Плата        | Италия     | 3:1              | Куба                | Бразилия            | 3:1                          | Россия     |
| 2000 | Роттердам             | Италия     | 3:2              | Россия              | Бразилия            | 3:0                          | Югославия  |
| 2001 | Катовице              | Бразилия   | 3:0              | Италия              | Россия              | 3:0                          | Югославия  |
| 2002 | Белу-Оризонти, Ресифи | Россия     | 3:1              | Бразилия            | Югославия           | 3:1                          | Италия     |
| 2003 | Мадрид                | Бразилия   | 3:2              | Югославия           | Италия              | 3:1                          | Чехия      |
| 2004 | Рим                   | Бразилия   | 3:1              | Италия              | Сербия и Черногория | 3:0                          | Болгария   |
| 2005 | Белград               | Бразилия   | 3:1              | Сербия и Черногория | Куба                | 3:2                          | Польша     |
| 2006 | Москва                | Бразилия   | 3:2              | Франция             | Россия              | 3:0                          | Болгария   |
| 2007 | Катовице              | Бразилия   | 3:1              | Россия              | США                 | 3:1                          | Польша     |
| 2008 | Рио-де-Жанейро        | США        | 3:1              | Сербия              | Россия              | 3:1                          | Бразилия   |
| 2009 | Белград               | Бразилия   | 3:2              | Сербия              | Россия              | 3:0                          | Куба       |
| 2010 | Кордова               | Бразилия   | 3:1              | Россия              | Сербия              | 3:2                          | Куба       |
| 2011 | Гданьск — Сопот       | Россия     | 3:2              | Бразилия            | Польша              | 3:0                          | Аргентина  |
| 2012 | София                 | Польша     | 3:0              | США                 | Куба                | 3:2                          | Болгария   |
| 2013 | Мар-дель-Плата        | Россия     | 3:0              | Бразилия            | Италия              | 3:2                          | Болгария   |
| 2014 | Флоренция             | США        | 3:1              | Бразилия            | Италия              | 3:0                          | Иран       |
| 2015 | Рио-де-Жанейро        | Франция    | 3:0              | Сербия              | США                 | 3:0                          | Польша     |
| 2016 | Краков                | Сербия     | 3:0              | Бразилия            | Франция             | 3:0                          | Италия     |
| 2017 | Куритиба              | Франция    | 3:2              | Бразилия            | Канада              | 3:1                          | США        |

* — в 1998 году финальный раунд проходил по круговой схеме без матчей плей-офф

### Медальный зачёт
| Место | Страна                     | Золото | Серебро | Бронза | Всего |
| ----- | -------------------------- | ------ | ------- | ------ | ----- |
| 1     | Бразилия                   | 9      | 7       | 4      | 20    |
| 2     | Италия                     | 8      | 4       | 3      | 15    |
| 3     | Россия СССР                | 3 0    | 5 0     | 7 1    | 15 1  |
| 4     | США                        | 2      | 1       | 3      | 6     |
| 5     | Франция                    | 2      | 1       | 1      | 4     |
| 6     | Куба                       | 1      | 5       | 3      | 9     |
| 7     | Сербия Сербия и Черногория | 1 0    | 2       | 2      | 5 4   |
| 8     | Нидерланды                 | 1      | 1       | 1      | 3     |
| 9     | Польша                     | 1      | 0       | 1      | 2     |
| 10    | Канада                     | 0      | 0       | 1      | 1     |

### Лучшие игроки

#### MVP
- 1990 — Андреа Дзордзи (Италия)
- 1991 — Андреа Дзордзи (Италия)
- 1992 — Лоренцо Бернарди (Италия)
- 1993 — Джоване (Бразилия)
- 1994 — Андреа Джани (Италия)
- 1995—2004 — приз MVP не присуждался[9]
- 2005 — Иван Милькович (Сербия и Черногория)
- 2006 — Жиба (Бразилия)
- 2007 — Рикардо (Бразилия)
- 2008 — Ллой Болл (США)
- 2009 — Сержио (Бразилия)
- 2010 — Мурило (Бразилия)
- 2011 — Максим Михайлов (Россия)
- 2012 — Бартош Курек (Польша)
- 2013 — Николай Павлов (Россия)
- 2014 — Тейлор Сандер (США)
- 2015 — Эрвин Нгапет (Франция)
- 2016 — Марко Ивович (Сербия)
- 2017 — Эрвин Нгапет (Франция)

#### Самые результативные
- 1995 — Дмитрий Фомин (Россия)
- 1996 — Лоренцо Бернарди (Италия)
- 1997 — Гёйдо Гёртзен (Нидерланды)
- 1998 — Освальдо Эрнандес (Куба)
- 1999 — Освальдо Эрнандес (Куба)
- 2000 — Андреа Сарторетти (Италия)
- 2001 — Иван Милькович (Югославия)
- 2002 — Иван Милькович (Югославия)
- 2003 — Иван Милькович (Сербия и Черногория)
- 2004 — Андреа Сарторетти (Италия)
- 2005 — Иван Милькович (Сербия и Черногория)
- 2006 — Себастьян Рюэтт (Франция)
- 2007 — Семён Полтавский (Россия)
- 2008 — Иван Милькович (Сербия)
- 2009 — Иван Милькович (Сербия)
- 2010 — Максим Михайлов (Россия)
- 2011 — Бартош Курек (Польша)
- 2012 — Тодор Алексиев (Болгария)
- С 2013 года индивидуальный приз самому результативному игроку не вручался.

## Участники
Разделение команд по дивизионам показано для турнира 2017 года:
 Первый дивизион
 Второй дивизион
 Третий дивизион
| | Участия                                                | Участия в финальных турнирах                             | Лучшие результаты                                   |
| --- | ------------------------------------------------------ | -------------------------------------------------------- | --------------------------------------------------- |
| Австрия | 1 (2017)                                               | —                                                        | 29-е место (2017)                                   |
| Австралия | 5 (1999, 2014—2017)                                    | 1 (2014)                                                 | 8-е место (2015)                                    |
| Аргентина | 19 (1996—2002, 2005—2007, 2009—2017)                   | 5 (1999, 2009—2011, 2013)                                | 4-е место (2011)                                    |
| Бельгия | 4 (2014—2017)                                          | —                                                        | 7-е место (2017)                                    |
| Болгария | 20 (1994—1998, 2003—2017)                              | 10 (1994, 1995, 1997, 2003, 2004, 2006, 2007, 2011—2013) | 4-е место (1994, 2004, 2006, 2012, 2013)            |
| Бразилия | 28 (1990—2017)                                         | 25 (1990, 1993—1997, 1999—2017)                          | 1-е место (1993, 2001, 2003—2007, 2009, 2010)       |
| Венесуэла | 9 (2001—2003, 2005, 2008, 2009, 2015—2017)             | —                                                        | 7-е место (2005)                                    |
| Германия | 13 (1992—1994, 2001—2003, 2010—2014, 2016, 2017)       | 1 (2012)                                                 | 5-е место (2012)                                    |
| Греция | 13 (1993—1996, 1998, 2001—2005, 2015—2017)             | 1 (2003)                                                 | 5-е место (2004)                                    |
| Египет | 7 (2006—2008, 2010, 2015—2017)                         | —                                                        | 13-е место (2006—2008)                              |
| Иран | 5 (2013—2017)                                          | 1 (2014)                                                 | 4-е место (2014)                                    |
| Испания | 15 (1995—2004, 2008, 2014—2017)                        | 3 (1999, 2002, 2003)                                     | 5-е место (1999, 2002, 2003)                        |
| Италия | 28 (1990—2017)                                         | 22 (1990—2004, 2006, 2010, 2011, 2013—2016)              | 1-е место (1990—1992, 1994, 1995, 1997, 1999, 2000) |
| Казахстан | 3 (2015—2017)                                          | —                                                        | 28-е место (2015)                                   |
| Канада | 11 (1991, 1992, 1999, 2000, 2007, 2012, 2013—2017)     | 2 (2013, 2017)                                           | 3-е место (2017)                                    |
| Катар | 2 (2016, 2017)                                         | —                                                        | 31-е место (2016)                                   |
| Китай | 18 (1990, 1992—1997, 2002, 2004, 2006—2010, 2014—2017) | 1 (1996)                                                 | 6-е место (1996)                                    |
| Куба | 26 (1991—2016)                                         | 15 (1991—1999, 2001, 2005, 2009—2012)                    | 1-е место (1998)                                    |
| Мексика | 4 (2014—2017)                                          | —                                                        | 25-е место (2014)                                   |
| Нидерланды | 21 (1990—2003, 2009, 2010, 2013—2017)                  | 10 (1990—1992, 1994, 1996—1998, 2000—2002)               | 1-е место (1996)                                    |
| Польша | 20 (1998—2017)                                         | 9 (2001, 2002, 2005, 2007, 2008, 2011, 2012, 2015, 2016) | 1-е место (2012)                                    |
| Португалия | 20 (1999, 2001—2006, 2011—2017)                        | —                                                        | 5-е место (2005)                                    |
| Пуэрто-Рико | 4 (2011, 2014—2016)                                    | —                                                        | 16-е место (2011)                                   |
| Республика Корея | 19 (1991—1995, 1997, 1998, 2006—2017)                  | 1 (1995)                                                 | 6-е место (1995)                                    |
| Россия | 23 (1993—2003, 2006—2017)                              | 20 (1993—2003, 2006—2011, 2013, 2014, 2017)              | 1-е место (2002, 2011, 2013)                        |
| Сербия | 11 (2007—2017)                                         | 5 (2008—2010, 2015—2017)                                 | 1-е место (2016)                                    |
| Сербия и Черногория*                                                                                                | 9 (1997, 1998, 2000—2006)                              | 7 (2000—2006)                                            | 2-е место (2003, 2005)                              |
| Словакия | 4 (2014—2017)                                          | —                                                        | 19-е место (2017)                                   |
| Словения | 2 (2016, 2017)                                         | —                                                        | 13-е место (2017)                                   |
| СССР** | 3 (1990—1992)                                          | 2 (1990, 1991)                                           | 3-е место (1991)                                    |
| США | 20 (1990—1995, 2000, 2001, 2006—2017)                  | 10 (1992, 2000, 2007—2009, 2011, 2012, 2014—2017)        | 1-е место (2008, 2014)                              |
| Китайский Тайбэй | 2 (2016, 2017)                                         | —                                                        | 28-е место (2016)                                   |
| Тунис | 4 (2014—2017)                                          | —                                                        | 27-е место (2014)                                   |
| Турция | 4 (2014—2017)                                          | —                                                        | 16-е место (2016)                                   |
| Финляндия | 13 (1993, 2006—2017)                                   | —                                                        | 7-е место (2007, 2009)                              |
| Франция | 19 (1990—1992, 1999—2017)                              | 7 (2001, 2002, 2006, 2007, 2015—2017)                    | 1-е место (2015, 2017)                              |
| Черногория | 3 (2015—2017)                                          | —                                                        | 22-е место (2015)                                   |
| Чехия | 5 (2003, 2014—2017)                                    | 1 (2003)                                                 | 4-е место (2003)                                    |
| Эстония | 1 (2017)                                               | —                                                        | 25-е место (2017)                                   |
| Япония | 24 (1990—1997, 2001—2009, 2011—2017)                   | 1 (2008)                                                 | 6-е место (1990, 1993, 2008)                        |
| * До 2002 года — сборная Союзной Республики Югославия. ** В 1992 году — сборная Содружества Независимых Государств. |                                                        |                                                          |                                                     |